# Seven's Travels
Albums de Atmosphere
God Loves Ugly
(2002) You Can't Imagine How Much Fun We're Having
(2005)
Seven's Travels est le troisième album studio d'Atmosphere, sorti le 23 septembre 2003.
L'album s'est classé 5e au Top Independent Albums, 58e au Top R&B/Hip-Hop Albums et 83e au Billboard 200.
La pochette originale représentait une jeune fille nue allongée dans un champ. Elle a été changée en une pochette blanche ressemblant à celle de l'album blanc des Beatles en raison de la mort de Marissa Mathy-Zvaifler, une jeune fille de 16 ans assassinée par un concierge lors d'un concert d'Atmosphere à Albuquerque le 16 juillet 2003. Le meurtrier, Dominic Atkers, avait conduit la jeune fille dans les coulisses, lui faisant croire qu'elle allait rencontrer Sean Daley (alias Slug), le chanteur d'Atmosphere. Slug a dédicacé l'album à Marissa Mathy-Zvaifler et a relaté l'incident dans la chanson That Night qui apparaît sur l'album You Can't Imagine How Much Fun We're Having en 2005.

## Liste des titres
| No  | Titre                                   | Contient un (des) sample(s) de                                                                   | Durée |
| --- | --------------------------------------- | ------------------------------------------------------------------------------------------------ | ----- |
| 1.  | History                                 |                                                                                                  | 1:24  |
| 2.  | Trying to Find a Balance                | The Mirror de Spooky Tooth My Philosophy des Boogie Down Productions Better Off Dead d'Ice Cube  | 4:17  |
| 3.  | Bird Sings Why the Caged I Know         |                                                                                                  | 2:55  |
| 4.  | Reflections                             | Modern Man's Hustle d'Atmosphere The Mirror de Spooky Tooth                                      | 4:19  |
| 5.  | Gotta Lotta Walls                       |                                                                                                  | 4:46  |
| 6.  | The Keys to Life vs. 15 Minutes of Fame | Don't Put Me Down (If I'm Brown) d'El Chicano Planet Rock d'Afrika Bambaataa and Soulsonic Force | 2:38  |
| 7.  | Apple                                   | Cry Baby de Quincy Jones Christmas Rappin' de Kurtis Blow                                        | 1:59  |
| 8.  | Suicidegirls                            |                                                                                                  | 2:40  |
| 9.  | Jason                                   |                                                                                                  | 0:47  |
| 10. | Cats Van Bags (featuring Brother Ali)   |                                                                                                  | 4:01  |
| 11. | Los Angeles                             | Dance to the Music de Sly & the Family Stone                                                     | 2:14  |
| 12. | Lifter Puller                           |                                                                                                  | 6:18  |
| 13. | Shoes                                   | My Adidas de Run–DMC Piscean Dance de Ralph Towner                                               | 3:01  |
| 14. | National Disgrace                       |                                                                                                  | 5:02  |
| 15. | Denvemolorado                           | No If's and or No But's de Black Ivory No If's, And's, or But's de J.J. Barnes                   | 3:11  |
| 16. | Liquor Lyles Cool July                  | Talkin' de White Heat                                                                            | 2:24  |
| 17. | Good Times (Sick Pimpin')               | Dig a Little Deeper de Latimore                                                                  | 4:56  |
| 18. | In My Continental                       | Never Can Say Goodbye d'O'Donel Levy                                                             | 4:28  |
| 19. | Always Coming Back Home to You          | Shook Ones Part II de Mobb Deep                                                                  | 4:02  |

| 20. | Say Shh... | How About Love de Chocolate Milk | 5:09 |